# Бугуловы
Бугу́ловы (осет. Быгъуылтæ, груз. ბუღულაშვილი) — осетинская фамилия.

## Ономастика
Антропонимика
Возможно из тюркского бугъу ‘колдовство’ + аффикс -л — буквально: ‘колдовской’.
Топонимика
На земельную собственность Бугуловых указывает и топонимическая номенклатура. Так, под названием «лес Бугуловых» (осет. Быгъуылты хъæд) известен лес с пастбищными полянами к западу от развалин села Бугултикау в Хилакском ущелье.

## История и происхождение
Фамилия произошла от имени Бугул. Бугуловы происходят из горной местности Хилак в Куртатинском ущелье. Там они имели свою башню и земли. Развалины башни сохранились до нашего времени.
Бугуловы оставили след в летописи истории населённых пунктов Осетии. В частности, в списках жителей основанного летом 1810 года с. Иналово (Хумалаг) отмечен Кузи Бугулов. Позднее сюда же перебрались ещё несколько представителей фамилии Бугуловых.
Историческое предание гласит, что Дзауджикау основал житель Куртатинского ущелья Дзауг Бугулов. В середине XVIII века он покинул родной аул из-за кровной мести. На том месте где река Терек выходит из Дарьяльского ущелья, Дзауг основал аул Дзауджикау. Возле этого аула в 1784 году была построена крепость Владикавказ.

## Расселение
В настоящее время Бугуловы проживают в городах Владикавказ — 72 семьи, Алагир — 24, Беслан — 12, Моздок — 7; сёлах Майрамадаг ― 8, Нарт ― 9, Хумалаг ― 6, Комсомольское ― 3, Ольгинское — 2, Новый Батако ― 1 семья.

## Генеалогия
Арвадалта
Родственными фамилиями (осет. æрвадæлтæ) являются: Дзиовы, Елоевы, Макоевы (Макотæ), Хоховы.

## Известные носители
- Владимир Александрович Бугулов — начальник Управления Министерства юстиции Российской Федерации по РСО-Алания.
- Георгий Олегович Бугулов (род. 1993) — российский футболист, защитник белорусского клуба «Славия-Мозырь».
- Ольга Тепсарикоевна Бугулова (род. 1943) — глава администрации местного самоуправления Советского района города Владикавказ.
- Таймураз Алиханович Бугулов — заслуженный строитель РСФСР, ветеран труда.
- Эрик Русланович Бугулов (род. 1959) ― российский политик, представитель Северной Осетии в Совете Федерации РФ.

Медицина
- Георгий Камбулатович Бугулов — доктор медицинских наук, профессор, заведующий кафедрой госпитальной хирургии.
- Елена Захаровна Бугулова (род. 1941) — врач высшей категории, заведующая инфекционным кабинетом поликлиники №1 гор. Владикавказа.
- Михаил Николаевич Бугулов — доктор медицинских наук, профессор, заведующий кафедрой глазных болезней, был ректором СОГМА.